# روبرت هيل (موسيقي)
روبرت هيل (بالإنجليزية: Robert Stephen Hill)‏ هو عازف بيانو وموسيقي أمريكي، ولد في 6 نوفمبر 1953 في مدينة سيبو في الفلبين.

## وصلات خارجية
- روبرت هيل على موقع ميوزك برينز (الإنجليزية)
- روبرت هيل على موقع أول ميوزيك (الإنجليزية)
- روبرت هيل على موقع ديسكوغز (الإنجليزية)